# Chiesa di San Gregorio (Dervio)
La chiesa di San Gregorio è una chiesa situata a Dervio, in provincia di Lecco.
La chiesa è parte della parrocchia dei Santi Pietro e Paolo di Dervio nella Comunità Pastorale San Carlo Borromeo in Alto Lario nel decanato Alto Lario dell'arcidiocesi di Milano.

## Storia
Dedicata a Gregorio Magno, la chiesa appare citata per la prima volta nel Liber Notitiae Sanctorum Mediolani (fine del XIII secolo).
Le prime due campate costituiscono la parte più antica della chiesa, che nel XVIII secolo venne ingrandita.

## Descrizione
Internamente, la chiesa presenta una navata singola, lunga 20 m e larga 6.
L'altare maggiore, in stile barocco, è dedicato al santo titolare della chiesa. Dotato di colonne tortili, ospita un Crocifisso barocco e una pala del XVIII secolo.